# Loch de Harray

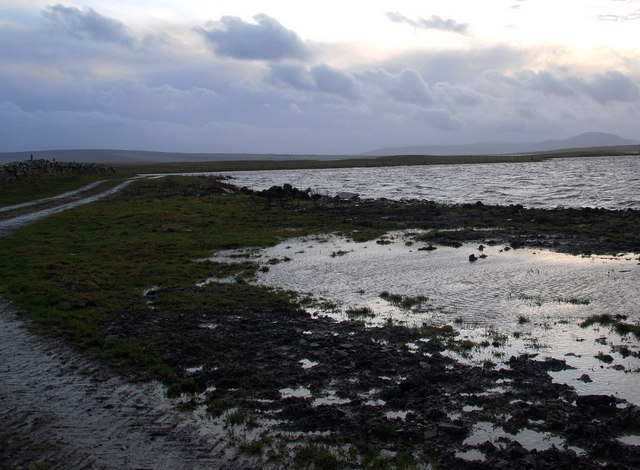
Lac de Harray

Le Loch de Harray est le plus grand lac de l'archipel des Orcades. Il est situé à Mainland, la principale île de l'archipel, à proximité du Cœur néolithique des Orcades et du Loch de Stenness avec lequel il communique au pont de Brogar lors des courants de marée.
Orienté nord-sud, ses dimensions approximatives sont de 7,5 km de long pour 3 km de large. Sa superficie est de 9,7 km2. Associé au loch de Stenness, l'ensemble atteint 16,2 km2, ce qui le place au 9e rang des plus grands lac d'Écosse. La libre circulation de l'eau entre les deux lacs a peu d'impact sur la biologie marine du loch de Harray.